# 1913年香港
|        | 香港歷史 \| 香港歷史年表                                                                                                   |
| 世紀： | 19世紀香港 \| 20世紀香港 \| 21世紀香港                                                                                     |
| 年代： | 1880年代香港 \| 1890年代香港 \| 1900年代香港 \| 1910年代香港 \| 1920年代香港 \| 1930年代香港 \| 1940年代香港               |
| 年份： | 1909年香港 \| 1910年香港 \| 1911年香港 \| 1912年香港 \| 1913年香港 \| 1914年香港 \| 1915年香港 \| 1916年香港 \| 1917年香港 |
| 紀年： | 癸丑年（牛年）、香港開埠72周年                                                                                             |

## 大事記
- 2月15日，美國運通銀行在香港設立分行。
- 4月2日，泰安輪首次遇劫。
- 4月19日，香港政府委任馬斯德為警察司兼監獄長、消防隊監督。
- 6月23日，孫中山由澳門來港，入住香港大酒店。
- 7月3日，警方破獲大角咀製造炸彈工場。
- 8月1日，港督梅含理頒佈《禁止通用外國鈔劵條例》。
- 8月14日，港督梅含理宣佈，奉英國政府訓令，孫中山、黃興、陳炯明、胡漢民、岑春煊等永遠不准到港。
- 8月17日，颱風正面襲港[1]，皇家香港天文台懸掛颶風信號，無傷亡。
- 8月21日，梅含理離港休假，輔政司施勳署任港督。
- 9月，拔萃女書院佐敦新校舍落成啟用。
- 11月18日，香港電車拒收廣東紙幣及毫銀，華人掀起拒搭電車風潮。
- 11月22日，「香港華商公局」正式改名為香港華商總會，並遷入干諾道中新會址辦公。
- 11月，香港華美影片公司成立，並拍成無聲黑白影片莊子試妻，為香港本地最早製作的電影之一。
- 12月25日，港督梅含理返港復職。
- 本年：
  - 大埔墟火車站落成啟用。
  - 全港共有官立學校14間、資助學校50間，學生6,368人。
  - 政府財政收入為851萬，支出865萬。[2]
  - 總人口為66.79萬，外國人佔1.7萬。[2]

## 出生人物
- 2月4日－任劍輝（本名任麗初），粵劇名伶。
- 7月26日－簡悅強爵士，香港政治家及執業律師，簡東浦家族成員，香港英治時期先後出任立法及行政局首席華人非官守議員。